# کوزلانی (منطقه تربیچ)
کوزلانی (به چکی: Kozlany) یک منطقهٔ مسکونی در جمهوری چک است که در منطقه تربیچ واقع شده‌است.
 کوزلانی ۳٫۱۲ کیلومتر مربع مساحت و ۱۲۵ نفر جمعیت دارد و ۴۳۵ متر بالاتر از سطح دریا واقع شده‌است.